# Auguste Pesloy
Auguste Pesloy foi um jogador de polo aquático francês, medalhista olímpico.
Pesloy fez parte do elenco do bronze olímpico de Paris 1900. Ele competiu como membro do Libellule de Paris e sua medalha foi para a equipe mista.